# Kiwi.com
 (septembre 2022).
Kiwi.com (anciennement connu sous le nom de skypicker.com) est une agence de voyage en ligne tchèque. L'agence est fondée en 2012 par Oliver Dlouhý et Jozef Képesi. Kiwi.com fournit un agrégateur de tarifs, un métamoteur de recherche et permet la réservation de billets d'avion et de transports terrestres.

## Histoire
Skypicker.com est créé en 2012[réf. nécessaire] à Brno par Oliver Dlouhý et Jozef Képesi. 
En 2016, la société acquiert le nom de domaine Kiwi.com pour 800 000 dollars[réf. nécessaire]. 
Depuis juin 2019, le principal actionnaire de Kiwi.com est General Atlantic (en).